# Banda do Pe. Simeão
A Banda do Pe. Simeão ou Banda da Babilônia foi uma conjunto musical brasileiro que existiu na cidade de Pirenópolis, Goiás. Suas atividades começaram em 1873 para atender a demanda da Fazenda Babilônia, quando já se encontrava como propriedade do padre Simeão Estelita Lopes Zedes. Existiu por pouco mais de 10 anos, sendo José Gomes Gerais, seu maestro, que utilizava empregados, capatazes e vizinhos de outras fazendas da região.
Com a extinção da Banda do Padre Simeão, os entusiasmados alunos de Joaquim Propício de Pina, compraram uma clarineta, um cornetim, um trombone, um bombardino, um oficleide, um bombo e um par de pratos, para que, além de aulas passaram a ter aulas práticas. No aniversário de 26 anos de Propício, 23 de julho de 1893, os alunos musicais fizeram uma apresentação surpresa surpreendendo o mestre, nascendo assim a Fênix que ressurgia das cinzas da velha Banda da Babilônia, nascendo assim a Banda Phoenix, a quarta Banda de Música criada em Pirenópolis.